# كيفن مورغان (دراج)
كيفن مورغان (بالإنجليزية: Kevin Morgan)‏ هو دراج أسترالي، ولد في 3 يناير 1948 في تاسمانيا في أستراليا.

## وصلات خارجية
- كيفن مورغان على موقع أرشيف الدراجات (الإنجليزية)
- كيفن مورغان على موقع إحصائيات الدراجات الإحترافية (الإنجليزية)
- كيفن مورغان على موقع أوليمبيديا (الإنجليزية)